# 河栏镇
河栏镇，是中华人民共和国辽宁省辽阳市辽阳县下辖的一个乡镇级行政单位。

## 行政区划
河栏镇下辖以下地区：
鸡鸣寺村、河栏村、黄岗村、刘家村、詹家村、小东村、粉土崖村、上堡村、张家村、后台村、算盘峪村、罗家村、玉石村、上麻屯村、下麻屯村和稠林子村。